# WTA-toernooi van Chichester
Het WTA-toernooi van Chichester een tennistoernooi voor vrouwen dat van 1970 tot en met 1980 plaatsvond op het gras van het Oaklands Park in de Engelse plaats Chichester, West Sussex. De WTA organiseerde sinds 1978 het toernooi.
Er werd door 56 deelneemsters per jaar gestreden om de titel in het enkelspel, en door 28 koppels om de dubbelspeltitel.

## Officiële namen
- 1970–1971: Chichester International
- 1972–1975: Rothmans Championships
- 1976: Rose's Lime Juice International
- 1977: Chichester International
- 1978: Keith Prowse International
- 1979–1980: Crossley Carpets Trophy

## Finales

### Enkelspel
| Datum      | Naam                            | ($)     | Ondergrond   | Winnares                                                              | Verliezend finaliste                                                  | Uitslag                                                               |
| ---------- | ------------------------------- | ------- | ------------ | --------------------------------------------------------------------- | --------------------------------------------------------------------- | --------------------------------------------------------------------- |
| 1970-06-01 | Chichester International        |         | gras, buiten | Ann Haydon-Jones                                                      | Joyce Williams                                                        | 6-4, 6-4                                                              |
| 1971-06-07 | Chichester International        |         | gras, buiten | Judy Dalton                                                           | Janet Newberry                                                        | 6-1, 6-4                                                              |
| 1972-06-05 | Rothmans Chichester GC Champ's  |         | gras, buiten | Karen Krantzcke Betty Stöve                                           | gedeelde titel en prijs (wegens regen geen finale)                    | gedeelde titel en prijs (wegens regen geen finale)                    |
| 1973-06-04 | Rothmans Championships          |         | gras, buiten | Dianne Fromholtz                                                      | Brigitte Cuypers                                                      | 6-1, 6-0                                                              |
| 1974-06-03 | Rothmans Championships          |         | gras, buiten | Paulina Peisachov                                                     | Sue Barker                                                            | 6-2, 6-2                                                              |
| 1975-06-02 | Rothmans Championships          |         | gras, buiten | Greer Stevens                                                         | Terry Holladay                                                        | 6-7, 6-4, 6-3                                                         |
| 1976-05-31 | Rose's Lime Juice International |         | gras, buiten | Marise Kruger                                                         | Bunny Bruning                                                         | 6-2, 6-2                                                              |
| 1977-06-06 | Chichester International        |         | gras, buiten | Wegens excessieve regen werd het toernooi na de derde ronde gestaakt. | Wegens excessieve regen werd het toernooi na de derde ronde gestaakt. | Wegens excessieve regen werd het toernooi na de derde ronde gestaakt. |
| 1978-06-12 | Keith Prowse International      | 35.000  | gras, buiten | Evonne Cawley                                                         | Pam Teeguarden                                                        | 6-4, 6-4                                                              |
| 1979-06-10 | Crossley Carpets Trophy         | 75.000  | gras, buiten | Evonne Cawley                                                         | Sue Barker                                                            | 6-1, 6-4                                                              |
| 1980-06-09 | Crossley Carpets Trophy         | 100.000 | gras, buiten | Chris Evert-Lloyd                                                     | Evonne Cawley                                                         | 6-3, 6-7, 7-5                                                         |

### Dubbelspel
| Datum      | Naam                            | ($)     | Ondergrond   | Winnaressen                                                           | Verliezend finalistes                                                 | Uitslag                                                               |
| ---------- | ------------------------------- | ------- | ------------ | --------------------------------------------------------------------- | --------------------------------------------------------------------- | --------------------------------------------------------------------- |
| 1973-06-04 | Rothmans Championships          |         | gras, buiten | Julie Heldman Ann Kiyomura                                            | Jackie Fayter Peggy Michel                                            | 7-5, 6-3                                                              |
| 1974-06-03 | Rothmans Championships          |         | gras, buiten | Carrie Meyer Rowena Whitehouse                                        | Chris O'Neil Jenny Walker                                             | 6-1, 6-3                                                              |
| 1975-06-02 | Rothmans Championships          |         | gras, buiten | Judy Dalton Karen Krantzcke                                           | Patti Hogan Greer Stevens                                             | 4-6, 6-1, 6-4                                                         |
| 1976-05-31 | Rose's Lime Juice International |         | gras, buiten | Marise Kruger Elizabeth Vlotman                                       | Corinne Molesworth Naoko Satō                                         | 6-2, 6-1                                                              |
| 1977-06-06 | Chichester International        |         | gras, buiten | Wegens excessieve regen werd het toernooi na de derde ronde gestaakt. | Wegens excessieve regen werd het toernooi na de derde ronde gestaakt. | Wegens excessieve regen werd het toernooi na de derde ronde gestaakt. |
| 1978-06-12 | Keith Prowse International      | 35.000  | gras, buiten | Janet Newberry Pam Shriver                                            | Michelle Tyler Yvonne Vermaak                                         | 3-6, 6-3, 6-4                                                         |
| 1979-06-10 | Crossley Carpets Trophy         | 75.000  | gras, buiten | Greer Stevens Wendy Turnbull                                          | Billie Jean King Martina Navrátilová                                  | 6-3, 1-6, 7-5                                                         |
| 1980-06-09 | Crossley Carpets Trophy         | 100.000 | gras, buiten | Pam Shriver Betty Stöve                                               | Rosie Casals Wendy Turnbull                                           | 6-4, 7-5                                                              |